# Abelharuco-persa
O Abelharuco-persa ou Abelharuco-de-bochecha-azul (Merops persicus), é uma ave passeriforme da família dos abelharucos, Meropidae. Originário dos Marrocos, Argélia, Ásia e do leste da Turquia e Cazaquistão. É altamente migratório, eles hibernam na África tropical.

## Descrição
Esta espécie, assim como outros abelharucos, é um pássaro rico de cores e delgado. É predominante- mente verde, sua face tem lados azul com uma faixa de olho preto, e uma garganta avermelhada (na qual razão de ter esse nome), o bico é preto. Pode atingir um comprimento de 24–26 cm, incluindo as duas penas da cauda alongados central. Os sexos são semelhantes.
Esta é uma ave que se reproduz no sub-tropical e semi-deserto, em algumas árvores, como a acácia. No inverno, na floresta aberta ou pastagens. Todos os abelharucos, inclusive esse, comem insetos, especialmente abelhas, vespas e marimbondos, que são capturados no ar pelas saídas de um poleiro aberto. No entanto, esta espécie provavelmente libélulas demora mais do que qualquer outro alimento. Sua vara de caça preferido é fios de telefone, se disponível.
Estes abelharucos são gregários, nidificação colonial em bancos de areia. Eles fazem um túnel de tempo relativamente longo em que o 4 a 8, esférico ovos brancos são colocados. Tanto o macho como a fêmea cuidam dos ovos. Estas aves também se alimentam e alojar-se comunitariamente.

## Subespécies
Possui duas subespécies
- Merops persicus persicus- Ásia
- Merops persicus chrysocercus - África

Esta espécie está intimamente relacionado com abelharuco-de-cauda-azul, M. philippinus, e foi considerado anteriormente coespecíficas.

## Galeria

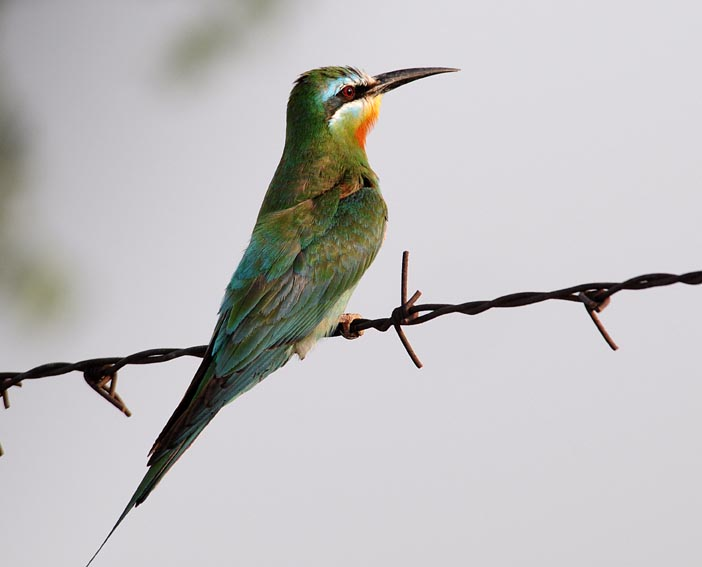
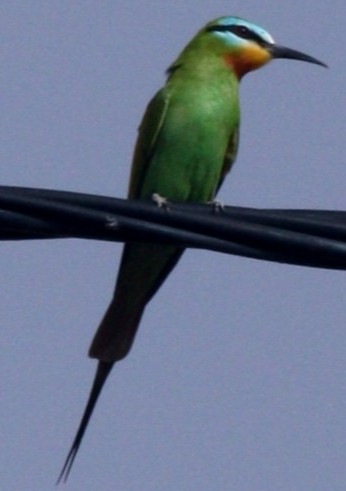
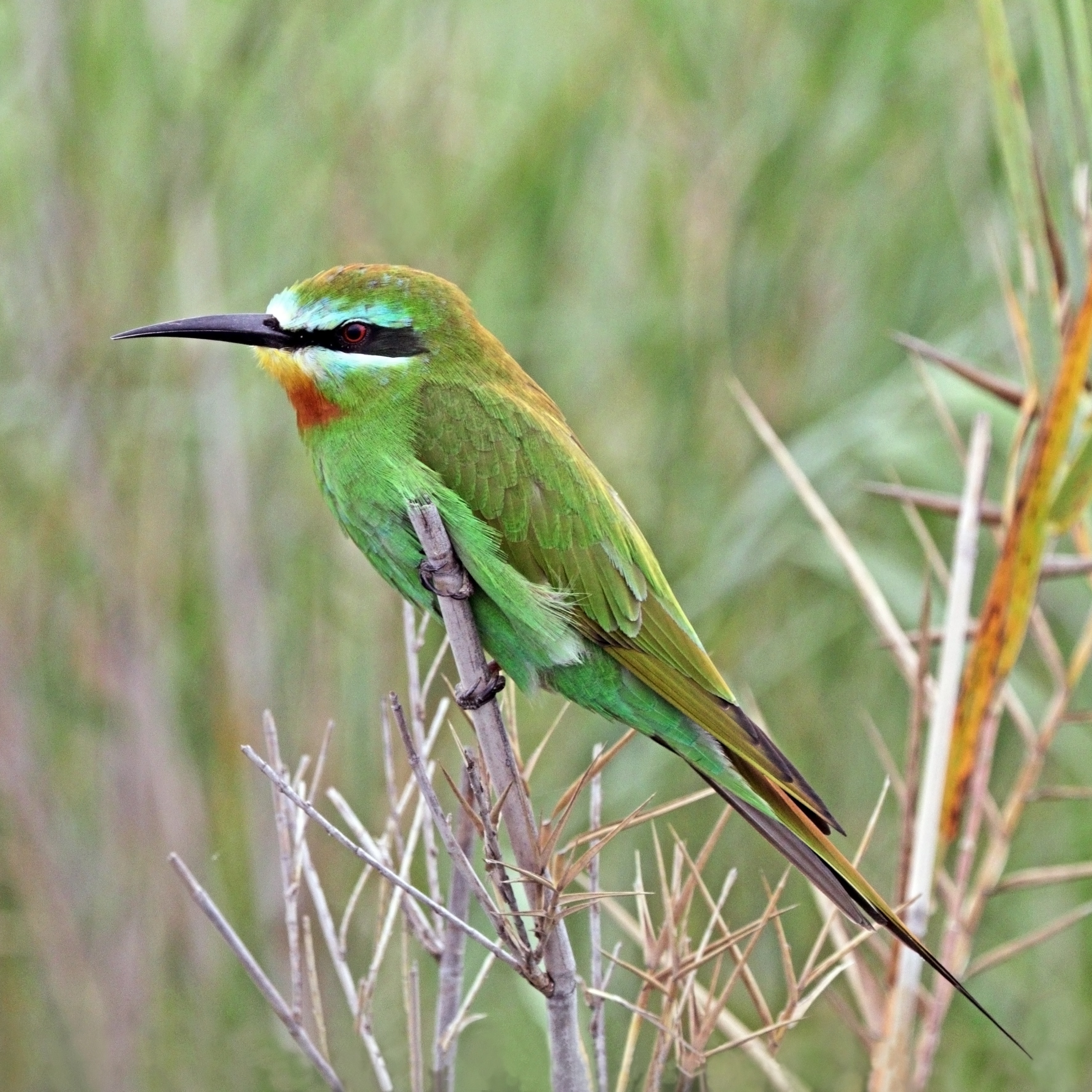
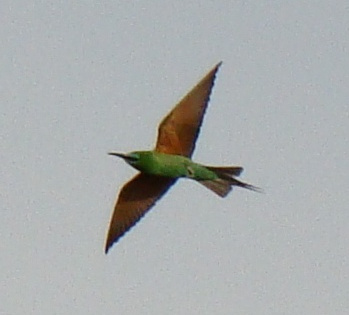
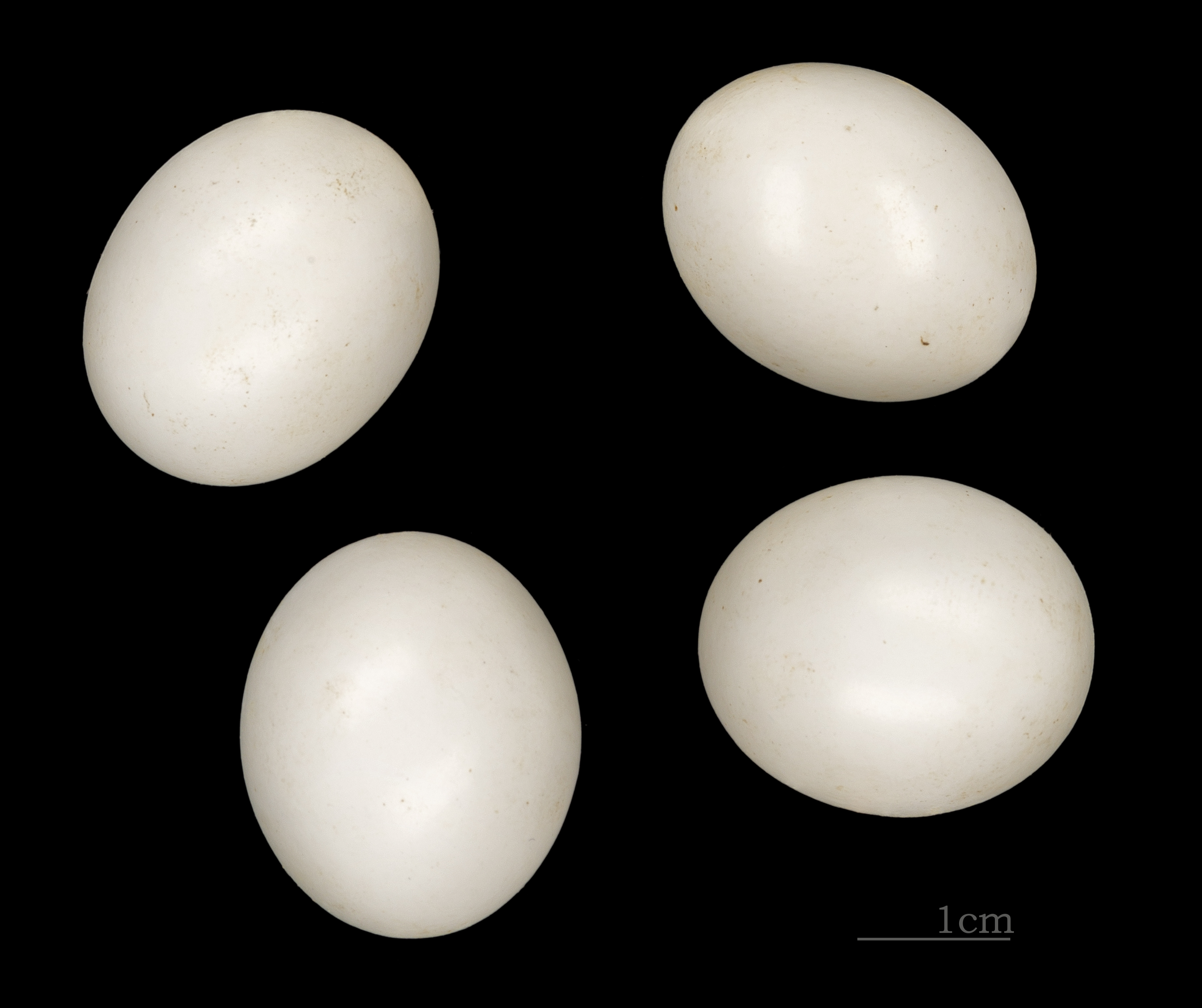